# Colla Baltera
La Colla Baltera (794,6 m s.l.m.), a volte citata come Colle Baltera, è un valico delle Prealpi Liguri situato nella provincia di Savona. Collega il comune di Bormida, nella valle del ramo di Pallare dell'omonimo torrente, con il comune di Osiglia, nella valle dell'Osiglietta.

## Descrizione
Il colle si apre tra il Bric della Croce (911,5 m, a nord) e il Bric Ciapazzi (un rilievo alto 945,7 m poco lontano dal monte Settepani ). Si tratta di un valico intervallivo collocato nella parte alta del bacino della Bormida.
La Colla Baltera è raggiungibile percorrendo le provinciali n.38 Mallare - Bormida - Osiglia (lato Bormida) o n.16 Di Osiglia (lato Osiglietta). Nei pressi del punto di valico sono presenti una grossa turbina eolica e un pannello illustrativo delle particolarità della zona. 

## Storia

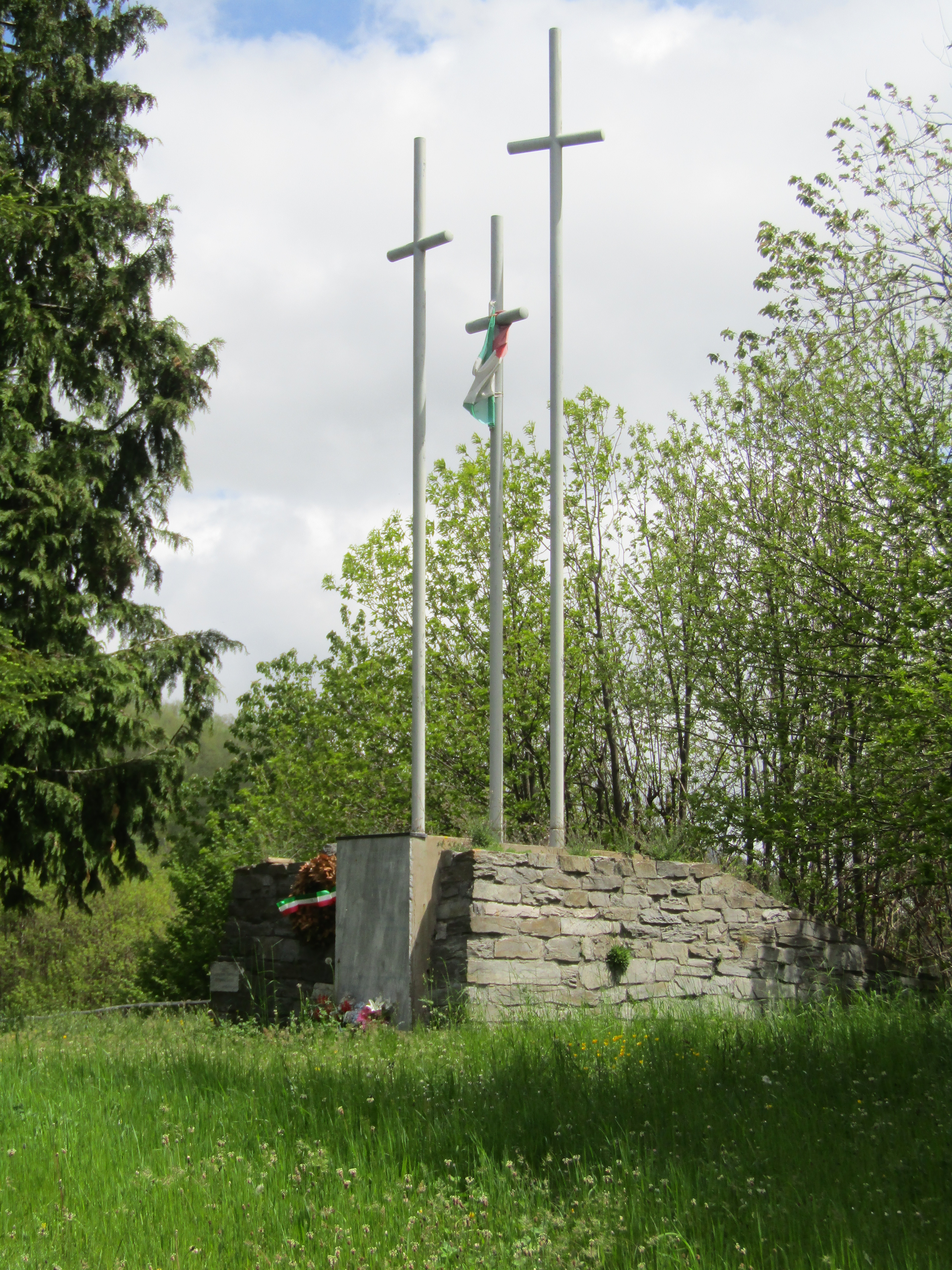
Le tre croci dedicate ai partigiani

Non lontano dal colle erano attive in passato alcune cave di calce e le annesse fornaci.
Nel periodo della Resistenza la zona del valico e le montagne circostanti furono teatro di scontri armati tra i partigiani italiani e le truppe nazifasciste. Sul colle si trova oggi un monumento in memoria dei partigiani costituito da tre alte croci metalliche e una lapide un marmo.

## Ciclismo

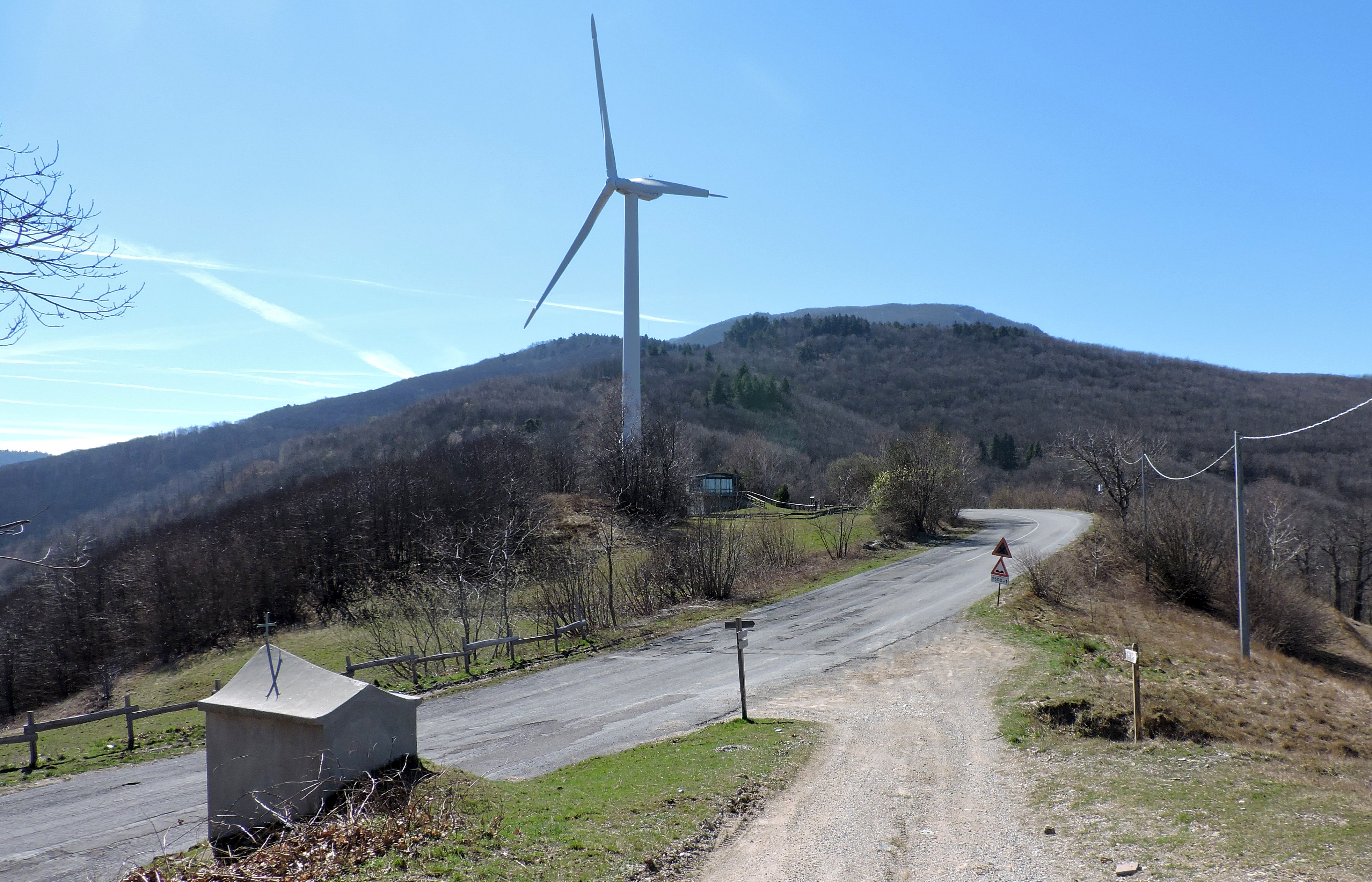
Il colle da nord, sullo sfondo il monte Settepani

La salita del valico dal lato Bormida è considerata piuttosto impegnativa in quanto caratterizzata, dopo un primo tratto relativamente semplice, da alcuni passaggi ostici. La strada è in generale ben tenuta e parecchio frequentata dai ciclisti, compresi quelli che partono dalla costa ligure.
Da un punto di vista ciclistico e stradale la quota del colle è considerata non quella del vero e proprio punto di valico tra le due vallate ma 804 m s.l.m., ovvero l'altezza raggiunta dalla provinciale prima della discesa verso Osiglia. Si tratta di alcuni metri di quota in più perché dal punto di valico naturale (nei pressi del quale è collocata una cappelletta) la provinciale segue lo spartiacque Bormida di Pallare/Osiglietta per circa 300 metri proseguendo in lieve salita fino ad un bivio e solo dopo tale bivio si comincia a scendere verso Bormida; il secondo ramo del bivio è costituito da una strada che collega la Colla Baltera al Colle del Melogno.

## Escursionismo
Dal colle transita la Via dei feudi carretteschi, un itinerario escursionistico percorribile anche in mountain bike che partendo da Finale Ligure in nove tappe arriva a Santo Stefano Belbo attraversando gli antichi domini dei marchesi Del Carretto. Dalla colla Baltera si può raggiungere a piedi il Monte Settepani.

### Cartografia
- Cartografia ufficiale italiana in scala 1:25.000 e 1:100.000, Istituto Geografico Militare.
- Carta in scala 1:50.000 n. 15  Albenga, Alassio, Savona, Torino, Istituto Geografico Centrale, 2017, ISBN 8896455588.
- Carta dei sentieri e stradale scala 1:25.000 n. 26 Bassa val Tanaro Val Bormida e Cebano, Ciriè, Fraternali editore, ISBN 8897465374.